# Luigi Cresta
Luigi Cresta (Alessandria, 26 giugno 1910 – Alessandria, 20 dicembre 1985) è stato un calciatore italiano, di ruolo attaccante.

## Caratteristiche tecniche
Impiegato in gioventù come centravanti, proseguì la carriera come attaccante esterno, in virtù di un fisico esile e della sua velocità naturale. Sul finire di carriera arretrò la propria posizione in campo, giocando da mezzala.

## Carriera
Esordì nella Vogherese, in Prima Divisione. Nel 1931 passò al Piacenza, anch'esso in Prima Divisione, in prestito militare. Con la maglia piacentina mise a segno 17 reti in 26 partite, diventando il capocannoniere della squadra e segnalandosi per il poker messo a segno contro l'Aquila Montevarchi nella vittoria casalinga del 18 ottobre 1931 per 7-1 e per una doppietta nella vittoria casalinga del 29 novembre 1931 contro la Reggiana per 5-1.
Grazie alle sue prestazioni con la maglia del Piacenza venne notato dal Milan, che lo ingaggiò dalla Vogherese al termine del prestito militare. Giocò in Serie A per cinque stagioni consecutive, dal 1932 al 1937, esordendo il 2 ottobre 1932 in Padova-Milan 2-0. La sua prima rete nella massima serie arrivò solo nella stagione successiva, il 31 dicembre 1933 contro la Pro Vercelli; in quella stagione mise a segno 5 reti, le uniche della sua militanza milanista. Chiuse l'esperienza in rossonero con 57 presenze e 5 reti in campionato e scese di categoria, passando al Modena per una stagione e all'Alessandria per due, sempre senza ripetere in termini realizzativi la stagione piacentina.
Chiuse la carriera in Serie C, militando nell'Asti e per due stagioni nel Mestre.

## Palmarès

### Competizioni nazionali
- Serie B: 1

Modena: 1937-1938